# Estádio José Alvalade
Estádio José Alvalade je fotbalový stadion v hlavním městě Portugalska Lisabonu. Stadion hostil v roce 2004 několik utkání Mistrovství Evropy, včetně semifinálového střetnutí mezi domácím Portugalskem a Nizozemskem. Svá domácí utkání hraje na stadionu jeden z nejslavnějších portugalských klubů Sporting Lisabon. Stadion má kapacitu 52 000 diváků a patří do skupiny stadionů, které UEFA ocenila pěti hvězdičkami.